# Husqvarna IF
Husqvarna IF är en idrottsförening i Huskvarna i Sverige. Föreningen bildades den 22 september 1904 och bedrev bland annat bandy, fotboll, bowling och ishockey. Klubben lades i vila då bowlingsektionen 1994 slogs samman med Huskvarna Södra IS. Klubben återuppstod i december 2009 som ensektionsförening (fotboll) på initiativ av entusiasten Nicklas Lindqvist samt coach Mikael "Slaktarn" Ekberg. 

## Grenar

### Bandy
I bandy slutade Husqvarna IF på andra plats 1944. 1947 lades bandyn ner. Klubben blev distriktsmästare i bandy 1931 och 1933.

### Bowling
Husqvarna IF startade en bowlingsektion 1965 och började i lägsta divisionen, men under Sture Dahlströms ledning och instruktion avancerade man ganska snabbt genom seriespelet. Sektionen arrangerade flera tävlingar som var uppskattade. Man slog även svenskt rekord för 4-mannalag 4-serier som bara höll i en månad. Som bäst spelade man i Sveriges näst högsta division. Sektionen lades ner 1994.

### Fotboll
I fotboll debuterade Husqvarna IF i andradivisionen säsongen 1933/1934, där man sedan kom att tillbringa 19 säsonger, sista gången 1964. 1987 slogs klubben ihop med lokalkonkurrenten Huskvarna Södra IS för att bilda Husqvarna FF. Klubben blev distriktsmästare i fotboll 1911, 1913, 1919, 1921, 1926, 1941, 1942, 1943, 1960 och 1961.
I december 2009, lagom till Råslättscupen, väcktes klubben till liv efter flera års vila. Säsongen 2010 spelade man i Division VI Norra Jönköping och man slutade trea i tabellen. Som en av de två bästa treorna i Smålands alla division VI serier gick man till kvalspel. I första kvalomgången slog man ut Frinnaryds IF med 8-0. Därefter väntade dubbelmöte med negativt kvalande Bälaryds IK. Första kvalmatchen spelades på Zinkensdamms konstgräs inför 278 personer. Matchen slutade 2-1 till HIF. Returen i Bälaryd slutade 2-1 till Bälaryd och matchen gick till förlängning. HIF gjorde tre mål mot Bälaryds noll mål i förlängningen och därmed var HIF klara för division V. Sejouren i division V blev tvåårig. Säsongen 2012 slutade HIF sist i division V.

### Ishockey
Husqvarna IF började med ishockey 1947. Man kom snabbt i skuggan av IK Stefa i början av 1950-talet. Efter 1955 påbörjades en satsning uppåt. I Division IV var man totalt överlägsna, och utklassade bland annat Gnosjö med 48-0. 1957 tog man sig upp i Division II, som detta år på grund av töväder slutspelades en weekend på konstisbanan i Malmö. Husqvarna IF vann Division II säsongerna 1965/1966 och 1966/1967, och kvalspelade till Division I. I båda kvalspelen misslyckades man med att nå Division I. I 1966 års kval förlorade man mot KB Karlskoga och Avesta BK, innan man bortaslog Rögle BK med 3-2 men förlorade med 1-7 hemma. I 1967 års kval föll man i Fagersta mot Fagersta AIK. Husqvarna IF slutade på nedflyttningsplats i Division II säsongen 1969/1970, och plötsligt fanns inte längre något lag med Rosenlundshallen som hemmaplan i någon av Sveriges två högsta divisioner i ishockey . Ishockeysektionen uppgick 1971 i HV71.

## Kända medlemmar
- Thomas Bloom (fotbollsmittfältare, Gais)
- Rolf "Lillkubben" Johansson (fotbollsmålvakt, Jönköpings Södra IF)
- Torsten Lindberg (fotbollsmålvakt, Örgryte IS, IFK Norrköping)
- Karl Sjöstrand (fotbollsförsvarare, Jönköpings Södra IF, svenska landslaget)
- Ivar Sundbom (friidrottare)